# Academia (Zeitschrift)
Die Academia ist seit 1896 bis heute die Verbandszeitschrift des Cartellverbandes der katholischen deutschen Studentenverbindungen (CV), die in zweimonatlichem Rhythmus erscheint. Seit 1949 erscheint eine eigenständige Ausgabe des Österreichischen Cartellverbandes.

## Geschichte
Die erste Ausgabe der Academia erschien am 20. Mai 1888 auf Initiative von Hermann-Joseph Wurm. Wurm schrieb über den Sinn und Zweck der Academia in der ersten Ausgabe 1888: „Da die ‚Academia’ nur den Interessen des CV dienen soll, so selbstverständlich Politik und Polemik in ihr keine Stelle finden. So möge sie denn hinausziehen, Kunde zu bringen von Leben und Streben im CV, beizutragen zum treuen Zusammenhalten aller Cartellbrüder, zu helfen zum Vivat, Crescat, Floreat Cartellverband!“ Weiters erläutert Wurm, die Academia wäre nicht aufgrund eines Beschlusses des CV entstanden, sondern „als reines Privatunternehmen von mir“. Gedruckt wurde die erste Ausgabe in der Buchbinderei Franz Quick in Warburg.
Mit dem 15. Mai 1896 wurde die Academia offizielles Verbandsorgan und das seit 1869 erscheinende Correspondenzblatt eingestellt.

## Zeitschrift heute
Die über 100 Seiten starke Zeitschrift erschien 2007 im 100. Jahrgang. Die Auflage pro Ausgabe beträgt 21.690 Exemplare. Es werden neben den üblichen Mitteilungen zum Verband auch umfangreiche Beiträge zu Staat, Gesellschaft, Wissenschaft, Politik, Wirtschaft, Religion und Kultur veröffentlicht.
Seit der Trennung des CV und des Österreichischen Cartellverbandes (ÖCV) im Jahr 1933 brachte der ÖCV ein eigenes Mitteilungsblatt heraus. Seit dem Jahr 1949 gibt es eine österreichische Version der Academia, mit einer Auflage von über 13.000 Exemplaren. Chefredakteur ist Wilhelm Ortmayr.

## Chefredakteure und Herausgeber

### Academia (CV)
- 1888 bis 1889 – Hermann-Joseph Wurm, Pfarrer
- 1889 bis 1896 – Florian Werr, Pfarrer
- 1896 bis 1897 – Ernst Heitzmann, Arzt
- 1897 bis 1911 – Hermann-Joseph Wurm, Pfarrer
- 1911 bis 1931 – Josef Weiß, Historiker
- 1931 bis 1935 – Hubert Max
- 1935 – Hans Link
- 1956 bis 1959 – Ernst Kayser
- 1959 bis 1965 – Hanns Schold
- 1965 bis 1967 – Albert Scharf (1934–2021), Verwaltungsjurist
- 1967 bis 1977 – Norbert Matern (* 1934), Journalist und Publizist
- 1977 bis 2010 – Johannes Leclerque (1935–2010), Journalist[6]
- seit 2010 – Veit Neumann, Journalist und Theologe

### Academia (ÖCV)
Herausgeber/Amtsträger
- 1949 bis 1957 – Ernst Marboe
- 1957 bis 1966 – Helmut Steinacker
- 1966 bis 1969 – Heribert Steinbauer
- 1969 bis 1973 – Wolfgang Aigner
- 1973 bis 1976 – Ernst Wolfram Marboe
- 1976 bis 1980 – Peter Hofbauer
- 1984 bis 1992 – Erwin Rotter
- 1984 bis 1992 – Walter Schwarz
- 1992 bis 1996 – Gerald Freihofner
- 1996 bis 1997 – Martin Zimper
- 1997 bis 2001 – Gerhard Tschugguel
- 2001 bis 2013 – Herbert Kaspar
- 2013 bis 2017 – Wolfgang Bamberg
- seit 2017 – Gerhard Jandl

Chefredakteure
- 1957 bis 1966 – Gerd Rittenauer
- 1966 bis 1969 – Werner A. Perger
- 1969 bis 1974 – Gerhard Feltl (Leiter der Redaktion)
- 1974 bis 1977 – Peter Hofbauer (Leiter der Redaktion)
- 1977 bis 1979 – Johannes Twaroch (ehemals Walth)
- 1979 bis 1981 – Tino (Johann) Teller
- 1981 bis 1987 – Gerhard Popp
- 1987 bis 1992 – Clemens Martin Auer
- 1992 bis 1996 – Klaus Zellhofer
- 1996 bis 1997 – Andreas Aichinger
- 1997 bis 1999 – Michael Thomas
- 1999 bis 2005 – Paul Hefelle
- 2005 bis 2013 – Wolfgang Bamberg
- 2013 bis 2015 – Herbert Kaspar
- 2015 bis 2016 – Lorenz Konrad Stöckl
- seit 2017 Wilhelm Ortmayr